# جون أ. فرازير
جون أ. فرازير (بالإنجليزية: John A. Fraser)‏ هو شخصية أعمال أسترالي، ولد في 8 أغسطس 1951 في أرمادايل ‏ في أستراليا.